# Athanase Auger
Athanase Auger (12 de desembre de 1734, París - 7 de febrer de 1792, París) fou un pedagog, hel·lenista i traductor francès. Sacerdot de la diòcesi de París, mestre d'arts però candidat rebutjat a l'agregació de belles lletres a la Universitat de París el 1766, l'abat Auger fou professor de retòrica al col·legi reial de Rouen de l'1 de juliol del 1762 al 1776 i gran vicari del bisbe de Lescar.
És dotat de la parròquia de Brécé, el 16 de febrer del 1766, però dimití l'endemà per acceptar la d'Ambrières. Dimití d'aquesta parròquia el 20 de maig del 1767 en favor del seu col·lega Jacques-Claude de Nos. Tornà a Rouen, i no pas a París, i reprengué la retòrica, abans d'instal·lar-se a París el 1776.
Traduí els oradors i historiadors grecs, sobretot les obres completes de Demòstenes, Èsquines, Isòcrates i Lísies, així com Andòcides, Antifont, Demades, Deinarc, Heròdot, Iseu, Licurg, Tucídides i Xenofont. Traduí també els Pares de l'Església Basili de Cesarea i Joan Crisòstom, així com els Discursos de Ciceró i la Constitució dels romans sota els reis i durant el temps de la República, aquesta última en una sèrie d'obres en deu volums apareguda a títol pòstum el 1792.
Partidari moderat de la Revolució i admirador de Jean-Jacques Rousseau, l'abat Auger també fou autor de reflexions sobre les reformes polítiques i pedagògiques que desitjava veure traduïdes a les institucions, sobretot en el camp de la instrucció cívica i de l'educació de les dones. Durant l'època de la convocació dels estats generals, havia escrit una memòria sobre l'educació titulada: Projet d'éducation générale pour le royaume (París, Didot, 1789, in-8°, 64 p.).

## Publicacions
- De la tragédie grecque, pòstum
- Harangues d'Eschine et de Démosthène sur la Couronne, Rouen, Lallemant, 1768, in-12;
- De la Constitution des Romains sous les Rois et au temps de la République, París, 1792, 3 vol., in-8 ;

Publicacions polítiques i pedagògiques
- Discours sur l'Éducation, prononcés au Collège Royal de Rouen, suivis de Notes tirées des meilleurs Auteurs anciens et modernes; auxquels on a joint des Réflexions sur l'Amitié (Rouen, Leboucher, 1775);
- Réflexions sur le pouvoir exécutif (1785-1795);
- Moyens d'assurer la Révolution, d'en tirer le plus grand parti pour le bonheur et la prospérité de la France (1789);
- Projet d'éducation pour tout le royaume, précédé de quelques réflexions sur l'Assemblée nationale, Paris, Didot, 1789, in-8°, 64 Texte en ligne;
- Catéchisme du citoyen françois, composé de l'esprit et de la lettre de la nouvelle Constitution (1791);
- Sur les Gouvernemens en général, et en particulier sur celui qui nous convient (s. d.) [Texte en ligne].
- Plan d'organisation des écoles nationales, Paris, Imprimerie nationale, in-8°, 1791, VIII-44